# 刑法第58条 (苏俄)
刑法第58條（俄语：58-я статья）是俄罗斯苏维埃联邦社会主义共和国在1926年公布的刑法條文之一，通常被稱為第58號條款。触犯该条款的行为被认为是“反革命罪行”。该条款诞生后被苏联政治警察大量滥用，直至废止。大清洗中的大规模滥用尤为臭名昭著，大量无辜者因该法案被判罪。

## 摘要
该法条涉及以下罪行。
- 58-1：反革命行为的定义：

反革命行为是指任何旨在推翻、破坏或削弱工农苏维埃……和苏联及苏维埃自治共和国政府的权力，或旨在破坏或削弱苏联的外部安全和无产阶级革命的主要经济、政治和民族成就的行动。
- 不仅限于反苏行为：根据“国际工人团结”，任何其他“工人国家”都受该条款保护。
  - 58-1a. 叛国罪：死刑或10年监禁，两种情况下均没收财产。
  - 58-1b. 军人叛国：判处死刑并没收财产。
  - 58-1c. 如果58-1b叛国罪的罪犯逃亡（仅限军事人员），其亲属将被判处5-10年的监禁并没收财产或5年流放西伯利亚，具体视情况而定：他们或者帮助罪犯，或者知情不报，或者只是与罪犯生活在一起。
  - 58-1d. 军人不报告叛国罪：10年监禁。其他人不报告：按第58-12条论处。
- 58-2. 以夺取政权为目的的武装起义或干涉：处死刑并没收财产，并正式认定为“工人公敌”。
- 58-3. 与“具有反革命目的”的外国人接触（根据第 58-1 条的定义）：参照第58-2条的惩罚。
- 58-4. 对“国际资产阶级”提供任何形式的帮助，这些资产阶级不承认共产主义政治制度的平等性，并试图推翻这一制度：参照第58-2条的惩罚。
- 58-5. 怂恿任何外国实体对苏联宣战、进行军事干预、封锁、夺取国家财产、断绝外交关系、破坏国际条约以及采取其他侵略行动：参照第58-2条的惩罚。
- 58-6. 间谍罪。参照第58-2条的惩罚。
- 58-7. 出于反革命目的（如58-1所定义），通过相应使用国家机构，以及反对其正常运作，破坏国家工业、交通、货币流通或信贷系统，以及合作社和组织：同58-2。
- 58-8. 针对苏维埃政权或工农组织代表的恐怖行为：同58-2。
- 58-9. 出于反革命目的破坏交通、通讯、供水、仓库和其他建筑物或国家和公有财产：同58-2。
- 58-10. 反苏和反革命宣传与煽动：至少6个月监禁。在动乱或战争状态下：同58-2。
- 58-11. 任何与上述罪行的准备或实施有关的组织或支持行动均等同于相应罪行，并按相应条款起诉。
- 58-12. 不报告“反革命行为”：至少6个月监禁。
- 58-13. 在内战期间积极反对对沙皇人员和“反革命政府”成员的革命运动，同58-2。
- 58-14. “反革命破坏活动”：即故意不执行或以极端疏忽的方式不执行规定的职责，其目的是削弱政府权力和国家机器的运作。该罪行的惩罚是剥夺自由至少一年，对于情节特别严重的，可能会被判处最高的社会保护措施：枪决或财产没收。

## 应用
该条款自诞生起就被大量滥用，例如据亚历山大·索尔仁尼琴著作古拉格群岛所述1937年一位造纸厂厂长因为停止鼓掌而被判了十年的劳改，一位裁缝因为把针插在印有国家领导人照片的报纸上而被捕判刑，受到该条款牵连的受逮捕者受审时往往被刑讯逼供，剥夺睡眠，从心理上的折磨到肉体上的摧残无所不包、无所不用。

## 处罚
该条款受害者一般得到的刑罚为五年，十年，十五年，二十年，二十五年，乃至死刑。他们在古拉格服刑时受到歧视和虐待，大量触犯该条款的犯人死于古拉格，并且在劳改营中常常被再次判刑，因此只有少数人能服满刑期。但这些人也大多被流放到荒凉区域，并在各方面受到歧视，很多人被再次逮捕，直到赫鲁晓夫时代才得到释放。